# St. Peter (Großhadern)

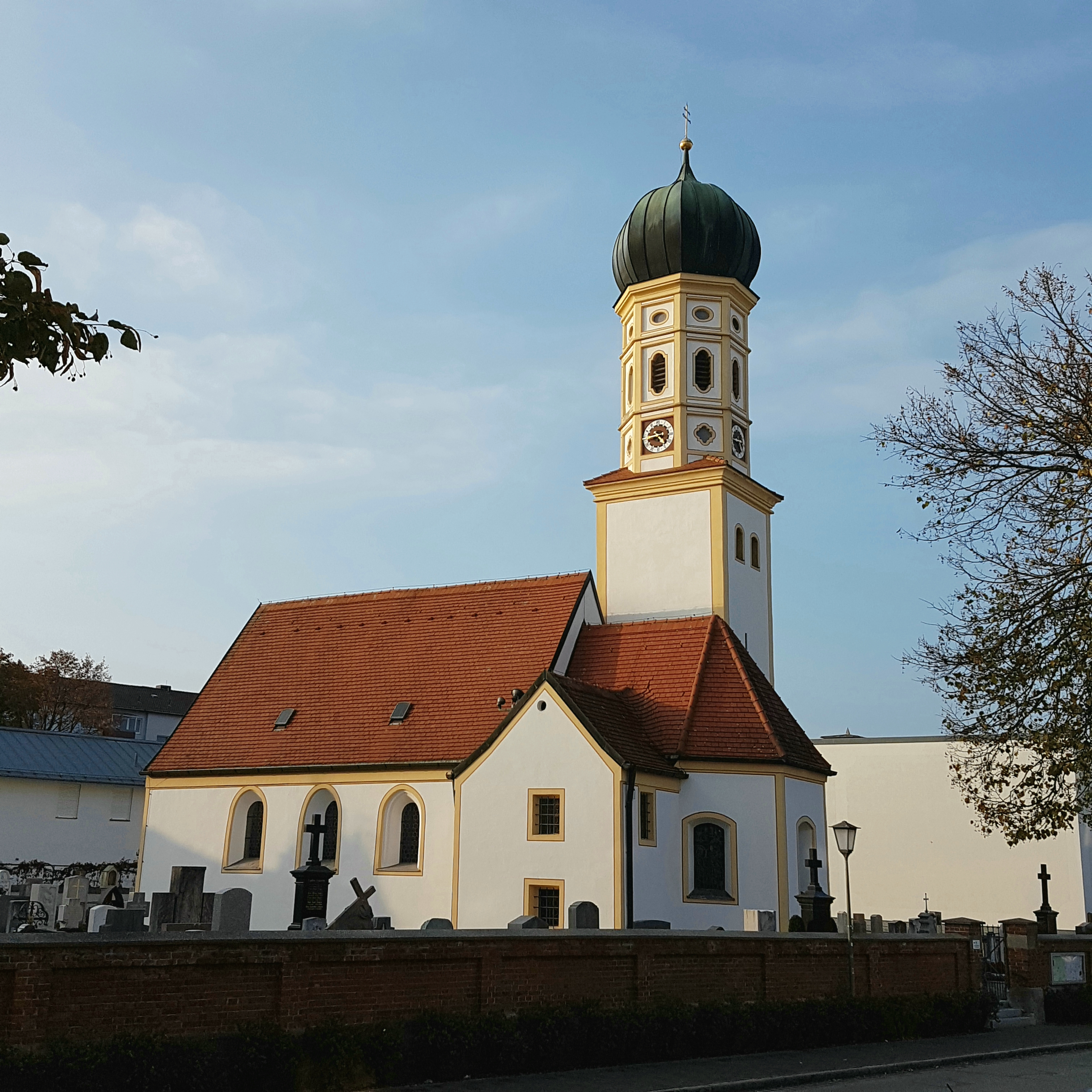
St. Peter, katholische Dorfkirche

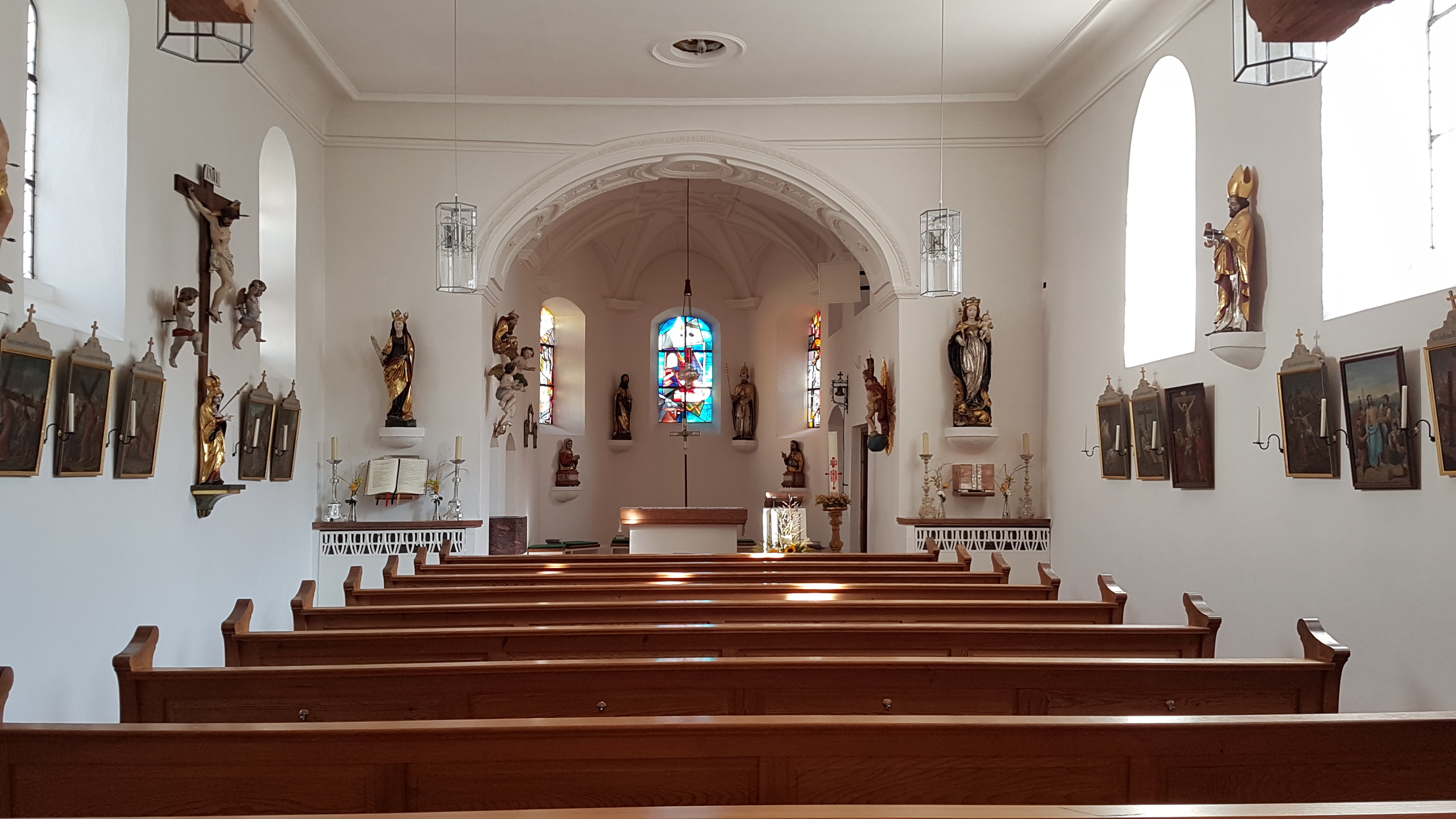
Innenraum

Die katholische Nebenkirche St. Peter ist die ehemalige Dorfkirche des Münchener Stadtteils Großhadern. Die selbst unter Denkmalschutz stehende Kirche (Denkmalliste D-1-62-000-2449) befindet sich im historischen Ortskern an der Heiglhofstraße und ist Teil des geschützten Ensembles Großhadern (Denkmalliste E-1-62-000-21). Das St.-Peter-und-Paul-Patrozinium bestand bis 1560.

## Geschichte
Seit 1256 ist in Hadern eine Kirche urkundlich bezeugt, dieser Bau steckt im Kern zu großen Teilen im heutigen Langhaus. Um 1500 erhielt der frühromanische Saalbau einen größeren spätgotischen Chor mit Dreiachtelschluss, als zweite Baumaßnahme wurde ein neuer Turm mit Satteldach angebaut. Die Barockisierung um 1680 nahm wahrscheinlich Kaspar Feichtmayr d. Ä. vor, dabei erhielt der Chor ein Stuckgewölbe, die Holzdecke des Langhauses wurde durch ein Flachgewölbe ersetzt. Der Turm wurde dabei um das Oktogon mit Zwiebelhaube erhöht. In den Jahren 1738–40 wurde die Dorfkirche um das jetzige Emporenjoch verlängert, dabei wurde die alte manieristische Emporenbrüstung übernommen. 1795 erhielt der Bau die zweistöckige Sakristei, diese ersetzte die alte im Turmerdgeschoss. 1914 wurde Großhadern zu Expositur, 1920 zur eigenständigen Pfarrei erhoben. Von der Einweihung der neuen Pfarrkirche St. Petrus Canisius am 29. August 1926 an diente St. Peter nur noch als Friedhofskirche und wurde wenig genutzt. In den 1960ern und 1983 wurde die Kirche außen renoviert. Dabei erhielt der reichgegliederte Turm seine ursprüngliche, älteste Farbgebung zurück. 2003 wurde die Orgel des Münchner Orgelbauers Max Maerz aus dem Jahre 1870 aufgestellt, welche 5 Register besitzt und aus St. Georg in Steinkirchen (Gemeinde Planegg) stammt. Mit den Renovierungen von 2008/2009 (außen) und 2014 wurde die Kirche wieder voll funktionsfähig.

## Ausstattung

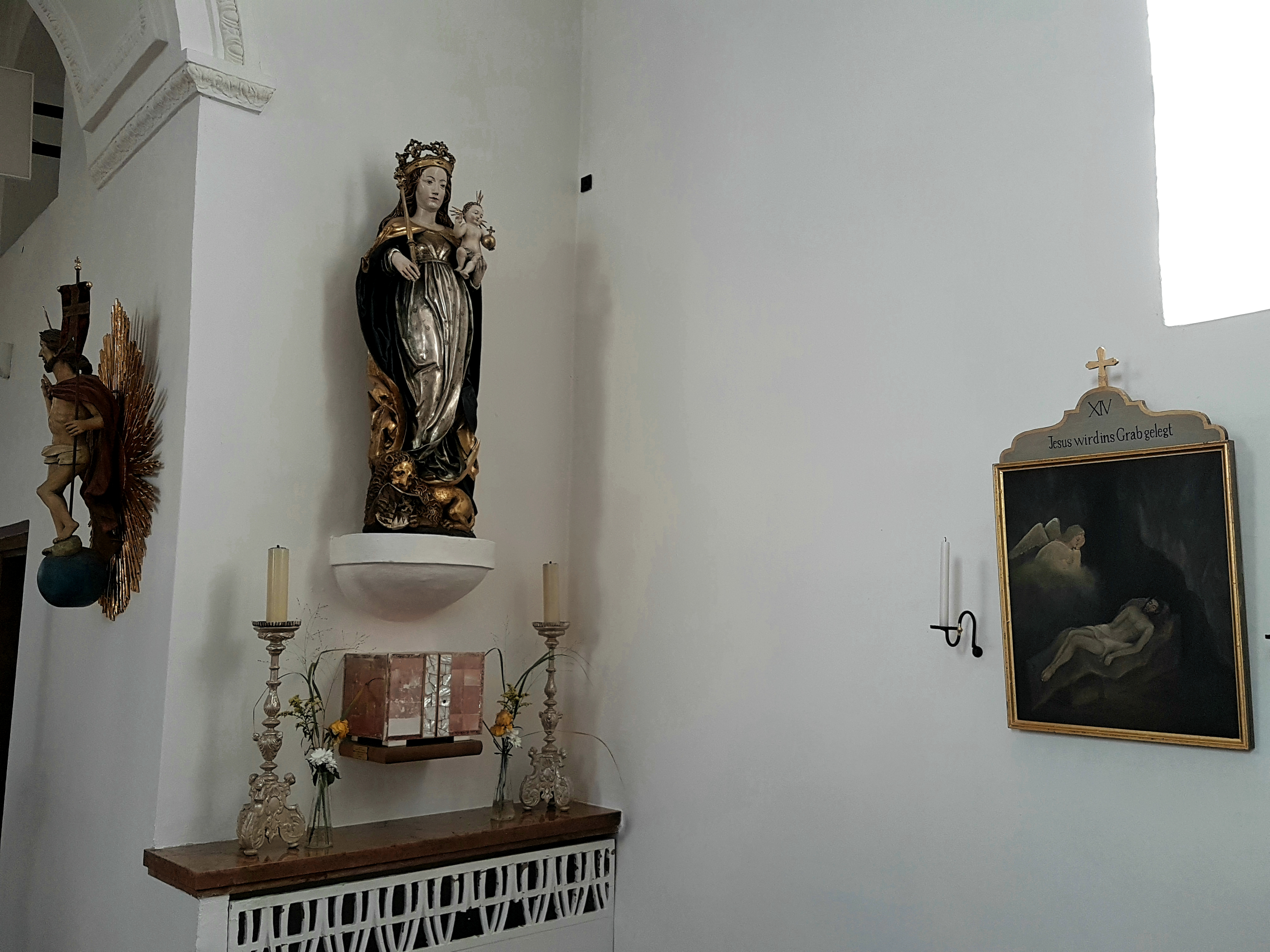
Rechter Seitenaltar

Die Ausstattung besteht vor allem aus den Heiligenfiguren der drei nicht mehr vorhandenen Altäre. An der linken Langhauswand befinden sich die frühbarocken Figuren der Heiligen Rochus und Sebastian, dazwischen in einer Nische Christus in der Rast (17. Jahrhundert). Rechts daneben hängt ein Kruzifix (um 1750), das Teil eines großen Vortragekreuzes war, mit einer Mater Dolorosa. An der rechten Langhauswand stehen die barocken Figuren der Heiligen Benno und Augustinus (aus einer Petrusfigur entstanden). Als Seitenaltäre stehen jeweils über einer modernen Mensa auf Konsolen links eine nicht genauer definierte Märtyrerin mit Palmzweig (wohl Nachgotik), und rechts eine gotisierende Patrona Bavariae. Komplettiert wird die Langhausausstattung durch Kreuzwegbilder, die 2010 im Kunsthandel erworben wurden und von denen 9 Tafeln aus dem 17. Jahrhundert stammen. Im Chor befinden sich am Chorbogen links die spätbarocken Figürchen Gottvater-Weltenherrscher mit 2 Putten, darunter Taufe Christi über dem marmornen Taufstein. Rechts steht eine spätgotische Osterchristus-Figur. Am Chorschluss befinden sich an den Schrägwänden als Büsten Christus Salvator und Mater Salvatoris (beide barock), sowie in den Ecken die spätgotischen Figuren der Patrozinium-Heiligen Petrus und Paulus. An der Emporenbrüstung befinden sich gemalte Darstellungen (frühes 17. Jahrhundert) von Jesus und den zwölf Aposteln.